# Người Bora
Người Bora là một bộ tộc da đỏ bản địa ở Nam Mỹ, sinh sống tại Peru, Colombia và sông Amazon ở Brasil, tọa lạc tại giữa vùng Putumayo và sông Napo.

## Lịch sử
Người Bora gốc ở Colombia, trước đây có khoảng 15.000 người sống nửa du canh du cư. Đầu thế kỷ XX, khi chiến dịch khai thác cao su nổ ra tại đây, người Bora bị bắt làm nô lệ. Họ bị ép vào tận rừng sâu để khai thác cao su. Người Bora hiện còn khoảng 3.000 người sống chủ yếu ở Peru và Colombia và một số ít sống ở Brazil.

## Nghệ thuật
Về kiến trúc, người Bora sống chung trong một cái lều lớn gọi là maloca, trong đó, từng gia đình sẽ chia ra mỗi khoảnh nhỏ gọi là curaca. Người Bora để ngực trần kể cả nữ, họ hay đeo trên cổ những chuỗi hạt trái cây đủ màu đặc trưng của vùng Amazon, đội mũ gắn lông đuôi vẹt dài, mặc váy được đan từ vỏ cây vả, cây sung, chân đeo vòng bằng vỏ ốc, đeo trên mình những chiếc giỏ được đan từ lá cọ...
Người Bora là những nghệ nhân tài năng của rừng xanh vốn nổi tiếng trong việc làm mặt nạ, súng thổi tên, đồ trang sức cùng nghệ thuật trang điểm độc đáo... nhiều thổ dân rất tự nhiên dùng bàn tay đầy màu của mình... quẹt lên mặt những du khách những hình vẽ này sẽ giúp họ tránh được rắn rít, thú dữ trong rừng.
Đối với người Bora, thế giới tâm linh vẫn sống chung quanh thế giới thực của con người. Họ tin vào năng lực siêu nhiên sẽ sắp đặt thế giới và giải quyết mọi vấn đề theo cách tốt nhất. Những hình vẽ trên mặt, trên người họ biểu lộ niềm tin đó. Tùy vào địa vị của họ trong bộ lạc mà hình vẽ sẽ khác nhau.

## Lễ hội
Người Bora có những màn sinh hoạt tập thể. Họ tham gia vòng tròn cùng tham gia nhảy múa, cùng đồng loạt đi vòng quanh, dộng gậy xuống sàn đất, nam đánh trống, nữ múa và tất cả cùng hát. Tiếng gậy nhịp nhàng theo tiếng hát của những cô gái Bora ngực trần. Bộ lạc người Bora chia làm nhiều họ. Mỗi họ sẽ có một con thú làm biểu trưng và thường nhảy múa để tưởng nhớ đến linh vật của họ. Chẳng hạn như nhảy những điệu múa để tỏ lòng tôn kính đến Sacha Vaca (một loài heo vòi ở rừng Amazon), rồi chuyển sang điệu nhảy để tỏ lòng tôn kính con Manguare (một loài tương tự con diệc, bồ nông)... Trong những buổi lễ hội, người Bora có thể nhảy múa cả đêm.